# Slow West
Slow West ist ein britisch-neuseeländischer Western aus dem Jahr 2015, in dem Michael Fassbender, Kodi Smit-McPhee und Ben Mendelsohn mitspielen. Als Regisseur und Drehbuchautor war John Maclean tätig, der bereits zahlreiche Kurzfilme gedreht hatte. Der Film lief am 30. Juli 2015 in den deutschen Kinos an. Außerdem ist er ein Independent-Film, welcher in Deutschland von Prokino vertrieben wird.

## Handlung
Im Wilden Westen reitet ein junger Mann alleine westwärts. Es handelt sich um den 16-jährigen schottischen Adligen Jay Cavendish, der sich in seiner Heimat in die Landarbeitertochter Rose Ross verliebt hatte, die aber nicht dieselben Gefühle für den jüngeren Jay entwickelte. Als sein Onkel Jay im Haus der Ross’ ertappte, kam es zu Handgreiflichkeiten mit Roses Vater John, bei denen Jays Onkel unglücklich zu Tode kam. Rose und ihr Vater sind daraufhin nach Nordamerika geflohen. Jay reist hinterher, um seine Liebe wiederzufinden.
In den Wäldern des gesetzlosen Westens trifft Jay auf Silas, einen Kopfgeldjäger und ehemaliges Bandenmitglied, der nunmehr auf eigene Faust für Recht und Ordnung im Westen sorgt. Silas nötigt sich Jay als Beschützer auf bei der Suche nach Rose. Bei einem Stopp an einem Handelsposten bemerken Silas und ein weiterer Kopfgeldjäger – im Gegensatz zu Jay –, dass vor der Tür ein Steckbrief hängt, auf dem ein hohes Kopfgeld von 2.000 US-Dollar auf John und Rose Ross ausgesetzt wird. Silas überlegt, dass Jay ihn zu den beiden führen könnte. Bei einer Schießerei im Handelsposten tötet Jay eine junge Frau, um Silas zu schützen, und muss erkennen, dass er eine Mutter von zwei Kindern getötet hat.
Jay will sich von Silas trennen, schleicht sich davon, wird aber vom Gauner Werner bis aufs Hemd ausgeraubt. Doch Silas nimmt Werner das Pferd und Jays Habe wieder ab und sucht Jay, der zu Fuß unterwegs ist. Nachdem die beiden wieder zusammengetroffen sind, glaubt Jay in seiner Naivität, Silas sei einsam und suche ihn nur, um Gesellschaft auf dem Weg nach Westen zu haben.
Nach einiger Zeit treffen die beiden auf Silas’ ehemaligen Bandenchef Payne. Der versucht die beiden betrunken zu machen, um ihnen Informationen über den Aufenthalt von Rose Ross und ihrem Vater zu entlocken. Immer noch betrunken verirrt sich Jay und trifft auf das Lager von Paynes Bande, die ebenfalls hinter Rose und ihrem Vater her ist. Es stellt sich heraus, dass die beiden Kinder der getöteten Mutter von den Kopfgeldjägern um Payne mitgenommen wurden. Jay kehrt zurück zu Silas, und dieser warnt Jay, er solle lieber nach Hause zurückkehren, wenn er Rose wirklich liebe.
Silas und Jay werden von einem Unwetter überrascht, das ihr Lager überschwemmt. Letztlich können sie ihre Sachen halbwegs trocknen und entkommen der Bande von Kopfgeldjägern in einen Wald, der Silbergeist genannt wird. Dort werden sie von Indianern überfallen, die ihnen die Pferde stehlen wollen. Doch die Pferde sind mit der Wäscheleine aneinander gebunden und verheddern sich an einem Baum. Die Indianer werden abgeworfen und ergreifen die Flucht.
Rose lebt mit ihrem Lebensgefährten, dem Indianer Kotori, und ihrem Vater in einem Blockhaus ganz in der Nähe, wovon die restlichen Beteiligten bald Kenntnis erhalten. Um Jay zu schützen, fesselt Silas ihn an einen Baum und läuft zu dem Blockhaus der Ross’, um die Bewohner zu warnen. Doch das Haus ist bereits unter der Beobachtung des Kopfgeldjägers vom Handelsposten. Dieser erschießt Roses Vater und verletzt auch Silas, der ahnungslos die beiden warnen will. Payne erschießt darauf den Kopfgeldjäger, und seine Bande beginnt mit dem Sturm auf das Blockhaus, das von Rose und Kotori erbittert verteidigt wird. Jay, der sich von den Fesseln befreien konnte, eilt ebenfalls zum Blockhaus, wird aber kurz nach dessen Betreten von Rose niedergeschossen, die ihn für einen der Kopfgeldjäger hält. Erst als Jay tödlich verwundet zusammensinkt, erkennt ihn Rose und eilt zu ihm. Im selben Augenblick betritt Payne das Haus und will Rose hinterrücks töten. Unbemerkt nimmt Rose Jays Revolver und erschießt Payne unter ihrer Achsel hindurch. In dem Moment schließt Jay die Augen und stirbt.
Im Verlauf des Showdowns wurden fast alle Beteiligten getötet. Am Ende überleben nur Rose und Silas das Massaker. Er zieht bei ihr ein, und sie nehmen die Kinder der von Jay im Handelsposten getöteten Mutter bei sich auf. Silas hat von Jay gelernt, dass auch andere Werte zählen als Geld und Überleben.

## Hintergrund
Zu Jay Cavendishs Gepäck gehört eine Ausgabe des in London verlegten Reise- und Emigrantenhandbuchs Ho! For The West!!, das seit 1856 mehrere Neuauflagen erreichte. Der Autor Edward Hepple Hall (1831–1912) hatte daneben weitere Ratgeberliteratur für Reisende, Neusiedler und Investoren in Kanada und im Nordwesten der USA verfasst.

## Veröffentlichung & Rezeption
Die Weltpremiere war am 24. Januar 2015 bei dem Sundance Film Festival. Am 15. Mai 2015 kam der Film in die US-amerikanischen Kinos; am 26. Juni 2015 war der Film erstmals in den britischen Kinos zu sehen.
Der Film erhielt überwiegend positive Kritiken. Bei Rotten Tomatoes konnte der Film 92 % der Filmkritiker überzeugen, basierend auf 132 Kritiken, sowie 74 % dem Publikum bei rund 11.600 Stimmen. Bei Metacritic konnte ein Metascore von 72, basierend auf 27 Kritiken, erzielt werden.
Zusammenfassend heißt es bei Rotten Tomatoes, der Debütspielfilm von John Maclean sei „eine beeindruckende Visitenkarte“, er biete für „Fans des Westens“ einen originellen Film. Oliver Kaever schrieb bei Zeit Online, dass der Western schon lange nicht mehr so „lebendig“ gewesen sei – der Regisseur habe das Genre neu gestaltet. Zudem lobt er die beiden Hauptdarsteller Michael Fassbender und Kodi Smit-McPhee. Auf Filmstarts.de wurde der Film mit 4 von 5 Punkten bewertet. In der Kritik wird gelobt, dass man dem Kameramann Robbie Ryan grandiose Aufnahmen Neuseelands zu verdanken habe. Bilge Ebiri schreibt im Vulture, der Film sei „eine absurde, melancholische Coming-of-Age-Geschichte, die von einer seltsamen Komödie über rohe Gewalt bis hin zu aufrüttelndem Nachdenken reicht“.

„Wortkarger Spätwestern, der durch seine lakonische Bildsprache beeindruckt. In knappen Szenen konfrontiert das Regiedebüt jugendliche Ideale mit Geldgier und roher Gewalttätigkeit, ist dabei freilich mehr an einer Entromantisierung des Genres als am Spannungsaufbau interessiert.“